# Google Buzz
Google Buzz（グーグル・バズ）は、かつてGoogle社が提供していたソーシャル・サービスである。Twitterに類似したサービスで、Gmailから利用する形式で2010年2月10日から提供が開始された。2011年10月14日の数週間後に、Google+に一本化してサービスの提供を終了した。

## 概要
Gmailのログイン画面から「Buzz」（「バズ」）を選択して投稿する。Twitterのような文字数制限は無い。他のユーザーを「フォロー」（登録）したり、YouTube、Picasa、Flickr、Twitter、Googleリーダーなどと接続を有効にして、それらの更新内容を反映させることもできる。
Gmailから独立したスタンドアロン版も検討された。

## 議論
利用を促すためにGmailと連動させたことで開始当初から個人情報の流出を巡る議論となり、2月16日にアメリカ合衆国のプライバシー擁護団体である電子プライバシー情報センター (EPIC) が米連邦取引委員会 (FTC) に調査を要請した。2月17日に、カナダのプライバシー法に抵触している、として同国監督機関から批判された。